# La Sorcière blanche
Pour plus de détails, voir Fiche technique et Distribution.
La Sorcière blanche (titre original : White Witch Doctor) est un film américain réalisé par Henry Hathaway, sorti en 1953.

## Synopsis
L'infirmière Ellen Burton arrive au Congo belge, mais elle ne plaît guère à John "Lonni" Douglas, qui capture des animaux pour le compte des zoos. Il lui déconseille le voyage qu'elle souhaite entreprendre en remontant le fleuve pour se joindre à une médecin qui y travaille avec une tribu locale.
Alors que Lonni manque d'argent, son partenaire Huysman lui apprend qu'il y a probablement un gisement d'or dans la région où Ellen s'apprête à se rendre. Lonni change donc d'attitude se porte volontaire pour se joindre à elle. Ils sont accompagnés par Jacques, un bon tireur qui peut aider à assurer leur sécurité.
Ellen est veuve. Dans le passé, son mari, qui était médecin, rêvait de venir en Afrique pour y prodiguer ses soins, mais elle l'en avait découragé. Elle rencontre une femme pratiquant la médecine traditionnelle et la sorcellerie et la persuade de ne pas tuer une femme qui a un abcès à une dent. La sorcière, en colère contre Ellen, place une tarentule à la piqûre mortelle dans sa tente.
Le médecin qu'Ellen devait aider est mort de fièvre. Lonni sauve le fils du roi d'un lion et Ellen soigne ses blessures, ce qui les met dans les bonnes grâces du roi. Mais celui-ci prend Ellen en otage lorsque Huysman, lourdement armé, arrive en quête du gisement d'or. Les hommes de Huysman assomment et enferment Lonni et le ligotent, mais Jacques se sacrifie pour sauver la vie de Lonni, qui revient se joindre à Ellen pour de bon.

## Fiche technique
- Titre : La Sorcière blanche
- Titre original : White Witch Doctor
- Réalisation : Henry Hathaway, assisté de Gerd Oswald, Roy Ward Baker et Richard Rosson
- Producteur : Otto Lang
- Société de production : 20th Century Fox
- Scénario : Ivan Goff et Ben Roberts d'après le roman de Louise Allender Stinetorf
- Photographie : Leon Shamroy
- Musique : Bernard Herrmann
- Direction artistique : Mark-Lee Kirk et Lyle R. Wheeler
- Costumes : Dorothy Jeakins et Charles Le Maire
- Montage : James B. Clark
- Pays : États-Unis
- Format : Technicolor - Son : Mono (Western Electric Recording)
- Genre : Action, aventure et romance
- Durée : 96 minutes
- Dates de sortie :
  - États-Unis : 1er juillet 1953
  - France : 26 mars 1954

## Distribution
Note : Bien que sorti en 1954 en France, le doublage français a été effectué ultérieurement (vers les années 1980).
- Susan Hayward (VF : Martine Messager) : Ellen Burton
- Robert Mitchum (VF : Richard Darbois) : John 'Lonni' Douglas
- Walter Slezak (VF : Roger Carel) : Huysman
- Mashood Ajala (VF : Tola Koukoui) : Jacques
- Joseph C. Narcisse (VF : Robert Liensol) : Utembo
- Elzie Emanuel : Kapuka
- Timothy Carey (VF : Marc de Georgi) : Jarrett
- Otis Greene : un enfant Bakuba

Acteurs non crédités
- Myrtle Anderson : Aganza
- Michael Ansara : De Gama
- Everett Brown : le roi Bakuba
- Charles Gemora : le gorille